# Omanosaura
Omanosaura ist eine Eidechsengattung aus der Familie der Echten Eidechsen (Lacertidae).

## Merkmale
Omanosaura-Arten sind kleinwüchsig bis groß und erreichen eine Gesamtlänge bis zu 60 Zentimeter. Die Schilde, welche dem ersten Supratemporale folgen, stoßen immer mit abgeschrägten Rändern aufeinander. Auf der Innenseite des Unterarms ist eine zusätzliche Reihe aus vergrößerten Schilden vorhanden. Die Temporalbeschuppung ist granulär, mit sehr kleinem Tympanicum und ohne vergrößerte Zentralschuppe (Massetericum). Das Frontale ist an der Vorderseite zweifach eingebuchtet. Die Supratemporalia liegen auf der Parietalplatte. Die Collare sind sehr schmal und besitzen einen glatten Hinterrand. Die Schwanzschuppen (Caudalia) sind stark gekielt. Auf beiden Seiten des Halses finden sich deutliche Hautfalten. Die Armatur des Hemipenis ist stark entwickelt und die Loben sind stark gefaltet.
Die Chromosomenzahl beträgt 2n = 38.

## Vorkommen
Das Areal der Gattung ist auf das Oman-Gebirge im Osten der Arabischen Halbinsel beschränkt.

## Systematik
Die Gattung Omanosaura besteht aus den beiden rezenten Arten:
- Omanosaura jayakari (Boulenger, 1887)
- Omanosaura cyanura (Arnold, 1972)

## Belege
- Werner Mayer, Wolfgang Bischoff: Beiträge zur taxonomischen Revision der Gattung Lacerta (Reptilia: Lacertidae). Teil 1: Zootoca, Omanosaura, Timon und Teira als eigenständige Gattungen. In: Salamandra. Band 32, Nr. 3, 1996, S. 163–170 (Digitalisat (PDF; 113,99 kB)).